# Venere di Milo con cassetti
Venere di Milo con cassetti è una scultura realizzata nel 1936 da Salvador Dalí che riproduce la statua classica con una variante: ha sparso per il corpo alcuni cassetti apribili grazie a pomelli. I cassetti alludono metaforicamente alle zone più profonde e segrete del nostro subconscio. Secondo Dalì significa oltrepassare i consolidati canoni di bellezza ideale tipica dell'arte classica.

## Collocazione
La scultura è conservata presso l'Art Institute of Chicago, a seguito di una donazione privata, ma ne esistono anche alcune repliche autografe sparse per musei e collezioni del mondo.